# Jovanka Houska
Jovanka Houska (Londres, 10 de junio de 1980)  es una ajedrecista inglesa con los títulos de Maestra Internacional (IM) en 2000 y Gran Maestra Femenina (WGM) en 2005. Es además nueve veces campeona británica de ajedrez femenino.

## Biografía
El apellido Houska proviene de su abuelo, que era de ascendencia checa, su primer nombre Jovanka es típicamente eslavo, y fue elegido sólo para complementar el apellido. En su familia el ajedrez es un juego popular  y  debe gran parte de su progreso a la rivalidad entre hermanos que desarrolló con su hermano mayor Miroslav, un maestro internacional de ajedrez, aunque actualmente inactivo. 
Jovanka Houska ha sido una de las profesionales más activas de Inglaterra, representó por primera vez a su país en el Campeonato Mundial Juvenil Femenino (menores de 10 años) en Timișoara en 1988, terminando quinta después de un comienzo desastroso y a pesar de ser años más joven que la mayoría de sus oponentes. Compitió en el mismo evento en Aguadilla en 1989 y luego, por tercera vez en Fond du Lac en 1990, donde ganó la medalla de bronce.En los años siguientes consiguió la medalla de bronce en el Campeonato Europeo Juvenil para niñas (menores de 20 años) celebrado en Ereván en 1998. Como consecuencia de ello, ese mismo año le fue otorgado el título de Maestra Internacional Femenina (WIM), tras conseguir las tres normas en poco más de un mes. Su primera norma WGM la consiguió en el Campeonato Británico de 1999 cuando todavía era una adolescente.  
En 2000 en Avilés, en el Campeonato Europeo Juvenil consiguió la medalla de oro, por delante de Viktorija Čmilytė. Fue una victoria histórica, ya que también proporcionó una norma de clasificación final para el título WGM. Al año siguiente ganó el Campeonato Femenino de la Commonwealth, celebrado en Londres junto con la Olimpiada de Deportes Mentales. En el proceso derrotó al GM Dibyendu Barua y obtuvo su primera norma de IM.

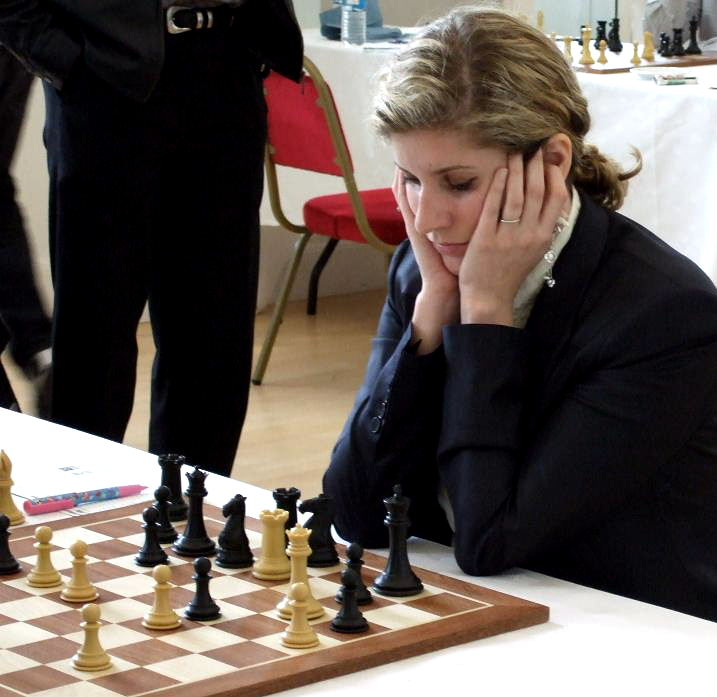
IM Houska en el Campeonato de la UE de Liverpool, 2008

A pesar de sus estudios académicos que demandaron mucho tiempo, los años siguientes se destacaron por su contribución  al equipo femenino de Inglaterra en varias competiciones importantes alrededor del mundo. Participó en cada una de las Olimpíadas de Ajedrez entre 1998 y 2008 y, aparte de su primera aparición como reserva, ha jugado consistentemente en tableros altos, obteniendo puntuaciones superiores al 50% en cada ocasión. Desde 1999 también ha estado presente en los Campeonatos Europeos de Ajedrez por Equipos. La actuación más notable del equipo en este evento ocurrió en León en 2001, donde un tercer puesto produjo una medalla de bronce para el equipo. 
En la Olimpiada de Dresde de 2008, ganó dos veces contra oponentes de alto rango;
- J. Houska vs A. Stefanova, Defensa Eslava, 1-0, Olimpiada Femenina, Dresde 2008
- V. Cmilyte vs J. Houska, Defensa Eslava, 0-1, Olimpiada femenina, Dresde, 2008

Ha representado al SK Hofheim en la Bundesliga alemana, al Deauville en Francia y al Wood Green en la 4NCL .
En los eventos de 2009, 2010, 2011 y 2012 Jovanka Houska defendió con éxito su título del Campeonato Británico. En julio de 2010, su buena forma sostenida la había elevado a una calificación Elo de 2 433, convirtiéndola en la segunda jugadora mejor clasificada de Inglaterra (detrás de Harriet Hunt ) y la número cincuenta y uno del mundo entre las jugadoras activas. Se consiguieron más victorias en el Campeonato Británico en 2016, 2017, 2018 y 2019.
Ha escrito algunos libros de ajedrez, además de haber informado sobre torneos nacionales e internacionales para publicaciones periódicas como la revista CHESS.
Jovanka Houska completó su primer libro de aperturas de ajedrez en 2007. Escrito para Everyman Chess, incluye un tratado sobre la apertura preferida de Houska con las piezas negras: la Defensa Caro-Kann. En 2009 se publicó un segundo libro sobre la defensa escandinava, y a él le siguió una colaboración en Dangerous Weapons: The Caro-Kann, de 2010, con otros maestros ingleses como John Emms y Richard Palliser.

### Publicaciones seleccionadas
- Houska, Jovanka (2007). Play the Caro-Kann – A Complete Chess Opening Repertoire Against 1 e4. London: Everyman Chess. ISBN 978-1-85744-434-6.
- Houska, Jovanka (2009). Starting Out: The Scandinavian. London: Everyman Chess. ISBN 978-1-85744-582-4.
- Emms, John; Palliser, Richard; Houska, Jovanka (2010). Dangerous Weapons: The Caro-Kann – Dazzle Your Opponents!. London: Everyman Chess. ISBN 978-1-85744-635-7.
- Houska, Jovanka (2015). Opening Repertoire. The Caro-Kann. London: Everyman Chess. ISBN 9781781942109.

### Novela
- Houska, Jovanka (2016). The Mating Game. Canterbury: The Conrad Press. ISBN 978-1911546108.

## Premios y reconocimientos
- En 2005 se convirtió en la tercera mujer británica en recibir el título de IM.
- En 2006 fue elegida Jugadora del Año por la Federación Inglesa de Ajedrez , fue la primera mujer en recibir este galardón desde su creación en 1984.
- Permio a la "Mujer mejor clasificada" en el Congreso Internacional de Ajedrez de Hastings 2006-7 y en Gibraltar 2007.
- También estuvo cerca de ganar el primer Gran Premio Femenino de MonRoi, terminando finalmente segunda, igualada por Pia Cramling . Su tarea fue mucho más difícil en el quinto Torneo Memorial Howard Staunton, celebrado en Simpsons-in-the-Strand, donde se enfrentó a algunos de los mejores grandes maestros del mundo y terminó en el último lugar.
- En Liverpool en 2008, se convirtió en Campeona Británica e Inglesa Femenina por primera vez, terminando con un punto de ventaja sobre su rival más cercana, Susan Lalic, y medio punto por delante de las grandes maestras Glenn Flear y Stewart Haslinger . Su segunda visita a Liverpool le valió una tercera parte del premio a la mejor actuación femenina (junto con Ketevan Arakhamia-Grant y Yelena Dembo ) en el Campeonato Abierto de Ajedrez Individual de la UE .